# Australia Square
De Australia Square Tower is een wolkenkrabber met kantoren en winkels in het centrale zakendistrict van Sydney, Australië. Het hoofdadres is George Street 264. Het plein wordt aan de noordkant begrensd door Bond Street, aan de oostkant door Pitt Street en aan de zuidkant door Curtin Place.
Het gebouw werd voor het eerst bedacht in 1961, en het uiteindelijke ontwerp werd in 1964 gemaakt door Harry Seidler & Associates, na samenwerking met constructeur Pier Luigi Nervi. Tegenwoordig is het nog steeds een markant gebouw in Sydney en wordt het gezien als iconisch voor de Australische architectuur. Het is zelfs beschreven als het mooiste gebouw van Australië, hoewel het niet zonder kritiek is. Het meest opvallende kenmerk van het plein is het Tower Building; van de voltooiing in 1967 tot 1976 was het het hoogste gebouw van Sydney.
Oorspronkelijk was het eigendom van Lendlease, maar in 1981 werd het verkocht aan GPT. Het is gezamenlijk eigendom van GPT en Dexus . Halverwege de jaren negentig werd het gebouw volledig gerenoveerd. Nog eens $ 11 miljoen in 2003 werd een renovatieprogramma van 1 miljoen dollar uitgevoerd, waarbij onder meer alle bestrating in de openbare ruimte werd vervangen door Italiaanse porfierstenen, nieuwe verlichting en tafels buiten 

## De toren

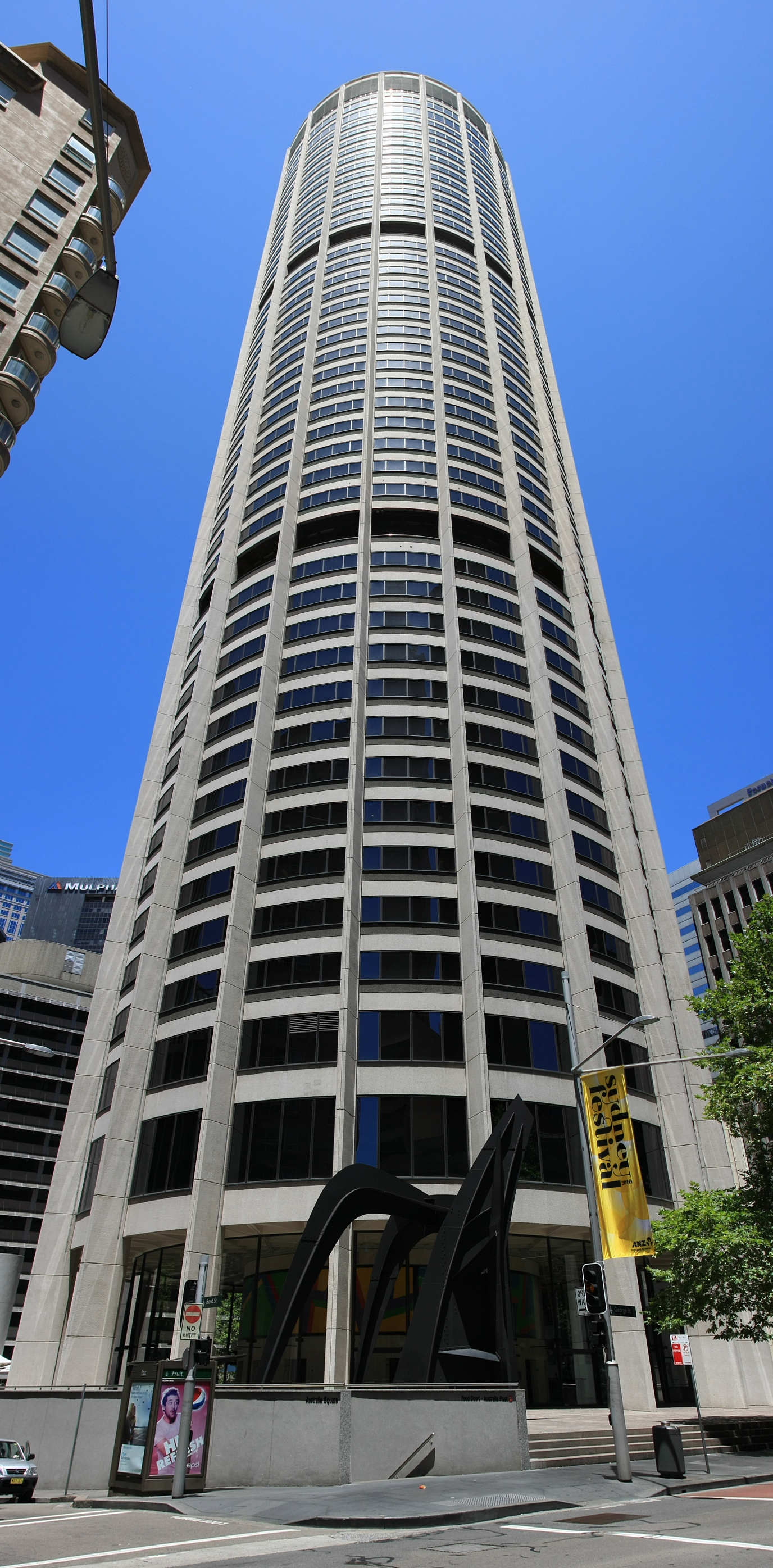
Toren met Calder-sculptuur

### Ontwerp
Australia Square werd gebouwd kort nadat de hoogtebeperkingen in de stad Sydney waren opgeheven en in een tijd waarin kleine terreinen, waaronder blokken die waren ontstaan door steegjes, werden samengevoegd tot grotere blokken om ruimte te bieden aan hoge kantoortorens.
Het was het hoogste lichtgewicht betonnen gebouw ter wereld toen het werd gebouwd. Het torengebouw is ongeveer 170 meter hoog en beslaat slechts een kwart van het blok. Het cirkelvormige ontwerp van de hoofdtoren maakte het Seidler mogelijk om het ‘donkere canyon-effect’ te minimaliseren, een aanpak die nog verder hielp doordat de toren wat verder van de straat werd geplaatst.
Het oorspronkelijke voorstel voorzag in 58 verdiepingen; dit werd echter teruggebracht tot 50. Op de 47e verdieping bevindt zich een ronddraaiend restaurant genaamd The Summit en op de 48e verdieping bevindt zich een observatiedek. Het gebouw beschikt over een van de grootste ondergrondse parkeergarages van Sydney met ruimte voor 400 voertuigen. De belangrijkste huurders van de toren zijn Origin Energy en HWL Ebsworth. De belangrijkste huurder was Lendlease tot maart 2004. 
Met een hoogte van 170 meter is Australia Square ook de eerste moderne wolkenkrabber van Australië (een gebouw dat hoger is dan 150 meter), zoals aangewezen door de Council on Tall Buildings and Urban Habitat.

### Bouw

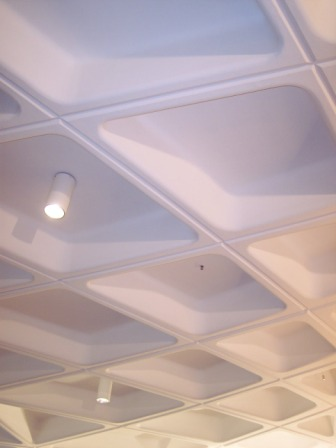
Origineel plafond, niveau 11

Het project werd geïnitieerd door Dick Dusseldorp, de oprichter van Lendlease.
Het stadsblok dat nu Australia Square heet, is ongeveer 5.500 vierkante meter groot en bestond vroeger uit ongeveer 30 panden en gebouwen. Australia Square werd gebouwd door Civil & Civic. De bouw begon in 1961 met de sloop van de oude gebouwen. De voltooide toren telt 50 verdiepingen, waarvan de meeste beschikbaar zijn voor commerciële huurders. In totaal is het gebouw 40.900 vierkante meter groot.
De toren is gebouwd van lichtgewicht beton, met twintig uitstekende verticale kolommen die taps toelopen naar de top en een combinatie van in elkaar grijpende ribstructuurwapening en radiale steunbalken ondersteunen. De toren heeft een diameter van 42 meter, met een centrale kern van 20 meter. De kern bevat liftschachten, noodtrappenhuizen en serviceleidingen. Elke verdieping heeft de vorm van een donut, met een vrije overspanning van 11 meter tot aan de ramen aan de buitenzijde en een totale oppervlakte van 1032 vierkante meter. De bouwtijd voor elke verdieping bedroeg vijf werkdagen – een nieuwe standaard in de bouw van kantoortorens.

## Andere kenmerken
Aan Pitt Street staat het dertien verdiepingen tellende Plaza Building, een relatief eenvoudig rechthoekig kantoorpand (ontworpen in 1961, start van de bouw in 1962, voltooid in 1964). Het Plaza Building was ontworpen om te worden voltooid en huurinkomsten te genereren terwijl de ronde toren werd gebouwd.
Naast het Tower Building staat een groot abstract stalen beeldhouwwerk van Alexander Calder. Er is ook een beeldhouwwerk van Seward Johnson Jr, Waiting. In de lobby op de begane grond van de toren waren wandtapijten van Le Corbusier en Victor Vasarely te zien; vanwege verkleuring werden deze stukken echter in 2003 verwijderd en vervangen door een muurschildering van Sol LeWitt. De voormalige Lendlease-directieverdieping in de toren had ook veel kunstwerken gespecificeerd door Harry Seidler: in de receptieruimte werd een beeldhouwwerk van Norman Carlberg tentoongesteld en wandtapijten van John Olsen en Le Corbusier, de suites op de directieverdieping hadden ook een wandtapijt van Miro en kunstwerken van Alexander Calder.
De uitgebreide openbare ruimte, inclusief fonteinen, is een kenmerk van het plein. Dit ontwerpelement is een vroeg voorbeeld van het opnemen van een openbare ruimte op particulier terrein. Er zijn talrijke ingangen naar de winkelgebieden in de kelder van de toren, waaronder een postkantoor en eetgelegenheden. De doelgroep van de detailhandel is de kantoormedewerker tijdens zijn lunchpauze, en het open ontwerp en de gemakkelijke toegang zijn dienovereenkomstig vormgegeven.

## Overtreffen van hoogte
De Australia Square Tower was negen jaar lang het hoogste gebouw in Sydney. In 1976 werd het zuidelijke gebouw van het AMP Centre geopend op 188 meter hoogte, hoewel het slechts 45 verdiepingen telt en geen openbaar observatiedek heeft.

## Architectuurprijzen
Het gebouw won in 1967 de Sir John Sulman Medal voor zijn innovatieve en aantrekkelijke ontwerp. Australia Square werd in 2012 onderscheiden met de New South Wales Enduring Architecture Award, later dat jaar gevolgd door de National Award for Enduring Architecture van het Australian Institute of Architects.